# Rödesunds båtvarv

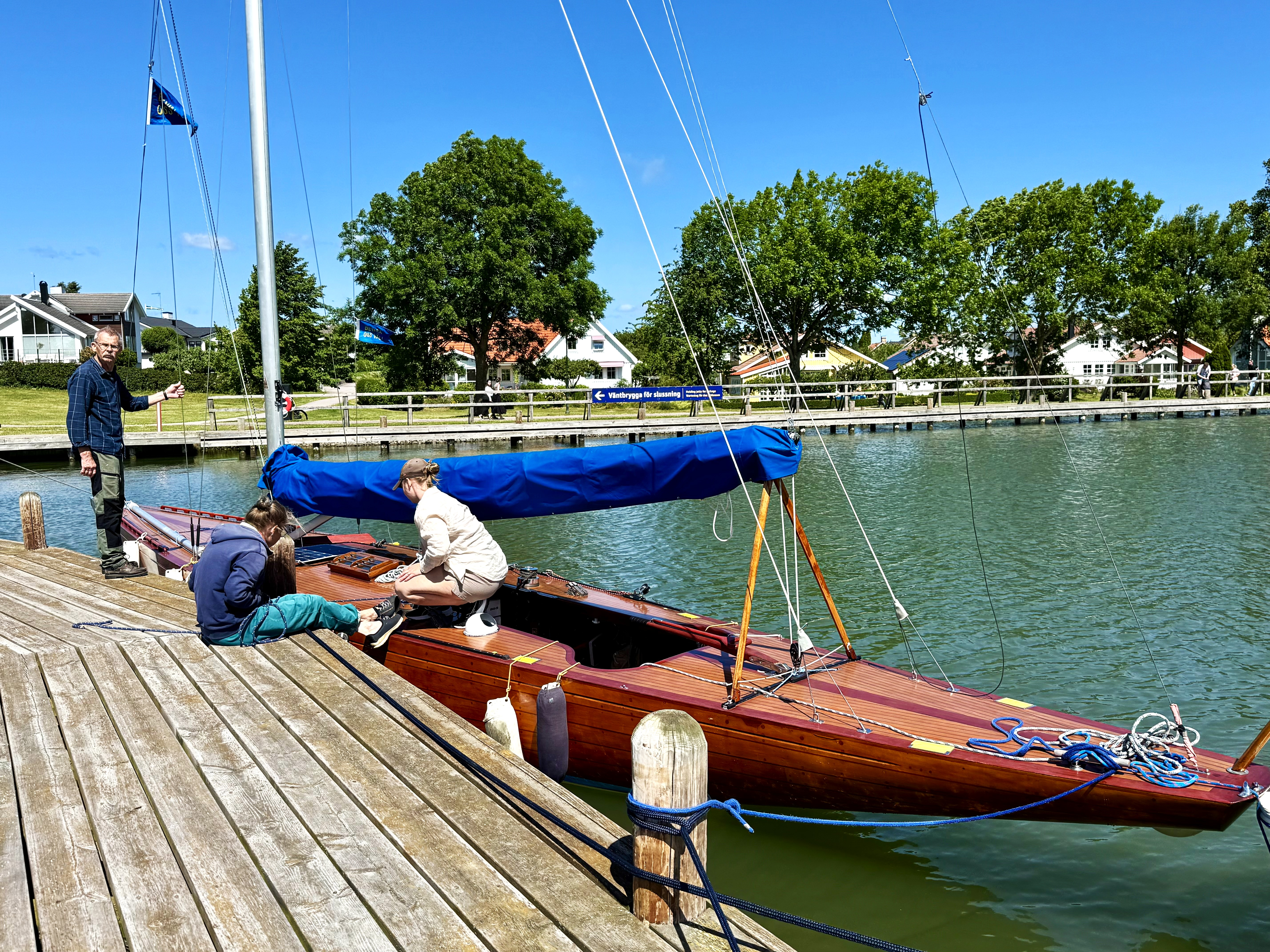
6mR Flush ritad av Harry Becker 1933 vid Bergs slussar.

Rödesunds båtvarv, eller Beckers båtvarv, var ett svenskt fritidsbåtsvarv i Karlsborg.
Rödesunds båtvarv grundades 1909 av urmakaren och kappseglingsentusiasten Emil Sigfrid Becker (1866–1937) och dennes svåger, brovakten Gustaf Adolf Eriksson (1861–1923), på Sandudden i Rödesund i Karlsborg. Varvet började tidigt bygga skärgårdskryssare. År 1921 byggdes där Harry Beckers första egna konstruktion, segelyachten Gerd III. 
Efter Emil Sigrid Beckers död 1937 övertogs varvsrörelsen av sonen Harry Becker och hade så småningom tolv anställda. 
I mitten på 30-talet började Harry intressera sig för motorbåtar, framför allt snabbgående båtar. Han hade utvecklat en för tiden ny bottenkonstruktionen. Successivt utvecklades idén. 1941 kunde Harry Becker få patent (nr 109626) på sin konstruktion. 
Under andra världskriget tillverkade varvet ammunitionslådor och överskeppningsbåtar till krigsmakten samt tre krigsfiskekuttrar till Tyskland, samt skrovet till en ytterligare, vilken färdigbyggdes av Sjötorps varv. 
Vid krigsslutet fick varvet en beställning på ett 160 tons fiskefartyg till Island. Genomförandet av detta stora projekt bidrog till varvet gick i konkurs 1947. 

## Varvsanläggningen efter 1947
Efter konkursen övertogs varvet av AB Eskilstuna-Smide och 1949 av Finntorps Varv och Mekaniska verkstad i Bovallstrand. Finntorps Varv gick i likvidation 1955, och 1957 hyrde Kungliga Marinförvaltningen hela anläggningen.
Under marinens tid som ägare byggdes vid två tillfällen där färjor för Vägverkets trad Gränna–Visingsö. År 1974 byggdes färjan Brahe I, senare Christina Brahe. Skrovet tillverkades av Lunde Varv & Verkstads AB i Ramvik och bogserades till Karlsborg via Göta kanals Västgötadel, eftersom Östgötadelen var avstängd för renovering. Skrovet var 36,97 meter långt och 9,07 meter brett.
I slutet av 1980-talet färdigbyggdes M/S Ebba Brahe, bilfärja för 22 personbilar, i Karlsborg av sektioner som fraktas på pråmar från Lunde Varv & Verkstads AB. Hon levererades till Vägverket 1990.
Marinens arrende upphörde 2002.